# Championnat de Turquie féminin de volley-ball
Le Championnat de Turquie de volley-ball féminin, actuellement appelé Misli.com Sultanlar Ligi, est une compétition annuelle mettant aux prises les douze meilleurs clubs de volley-ball féminin en Turquie. Il est organisé par la Fédération turquie de volley-ball (Türkiye Voleybol Federasyonu, TVF). Le Championnat de Turquie de volley-ball féminin existe depuis 1983. L'Eczacıbaşı est le club le plus couronné avec dix-sept titres de champion de Turquie.

## Historique
- Aroma Bayanlar Voleybol Ligi (2008-2012)
- Acıbadem Bayanlar Voleybol Ligi (2012-2014)
- Vestel Venus Sultanlar Ligi (2016-2020)
- Misli.com Sultanlar Ligi (2020-...)

## Palmarès
| Année | Champion               | Finaliste              | Troisième                 |
| ----- | ---------------------- | ---------------------- | ------------------------- |
| 1984  | Eczacıbaşı Istanbul    | Arçelik Istanbul       | Ankara Pazarları Istanbul |
| 1985  | Eczacıbaşı Istanbul    | Milangaz Istanbul      | Arçelik Istanbul          |
| 1986  | Eczacıbaşı Istanbul    | Milangaz Istanbul      | Arçelik Istanbul          |
| 1987  | Eczacıbaşı Istanbul    | Milangaz Istanbul      |                           |
| 1988  | Eczacıbaşı Istanbul    | Galatasaray SK         | Milangaz Istanbul         |
| 1989  | Eczacıbaşı Istanbul    | Galatasaray SK         | Emlakbank Ankara          |
| 1990  | Emlakbank Ankara       | Eczacıbaşı Istanbul    | Galatasaray SK            |
| 1991  | Emlakbank Ankara       | Eczacıbaşı Istanbul    | Vakıfbank Ankara          |
| 1992  | Vakıfbank Ankara       | Emlakbank Ankara       | Eczacıbaşı Istanbul       |
| 1993  | Günes Sigorta Istanbul | Eczacıbaşı Istanbul    | Vakıfbank Ankara          |
| 1994  | Eczacıbaşı Istanbul    | Emlakbank Ankara       | Yeşilyurt İstanbul        |
| 1995  | Eczacıbaşı Istanbul    | Vakıfbank Ankara       | Beşiktaş JK               |
| 1996  | Emlakbank Ankara       | Beşiktaş JK            | Eczacıbaşı Istanbul       |
| 1997  | Vakıfbank Ankara       | Beşiktaş JK            | Güneş Sigorta Istanbul    |
| 1998  | Vakıfbank Ankara       | Eczacıbaşı Istanbul    | Emlakbank Ankara          |
| 1999  | Eczacıbaşı Istanbul    | Güneş Sigorta Istanbul | Vakıfbank Ankara          |
| 2000  | Eczacıbaşı Istanbul    | Güneş Sigorta Istanbul | Vakıfbank Ankara          |
| 2001  | Eczacıbaşı Istanbul    | Güneş Sigorta Istanbul | Galatasaray SK            |
| 2002  | Eczacıbaşı Istanbul    | Güneş Sigorta Istanbul | Galatasaray SK            |
| 2003  | Eczacıbaşı Istanbul    | Güneş Sigorta Istanbul | İller Bankası Ankara      |
| 2004  | Güneş Sigorta Istanbul | Beşiktaş JK            | Eczacıbaşı Istanbul       |
| 2005  | Güneş Sigorta Istanbul | Emlak TOKİ Ankara      | Eczacıbaşı Istanbul       |
| 2006  | Eczacıbaşı Istanbul    | Güneş Sigorta Istanbul | Beşiktaş JK               |
| 2007  | Eczacıbaşı Istanbul    | Fenerbahçe SK          | DYO Karşıyaka Izmir       |
| 2008  | Eczacıbaşı Istanbul    | Fenerbahçe SK          | Türk Telekom Ankara       |
| 2009  | Fenerbahçe SK          | Güneş Sigorta Istanbul | Türk Telekom Ankara       |
| 2010  | Fenerbahçe SK          | Güneş Sigorta Istanbul | Eczacıbaşı Istanbul       |
| 2011  | Fenerbahçe SK          | Güneş Sigorta Istanbul | Eczacıbaşı Istanbul       |
| 2012  | Eczacıbaşı Istanbul    | Güneş Sigorta Istanbul | Fenerbahçe SK             |
| 2013  | Vakıfbank Istanbul     | Eczacıbaşı Istanbul    | Galatasaray SK            |
| 2014  | Vakıfbank Istanbul     | Fenerbahçe SK          | Eczacıbaşı Istanbul       |
| 2015  | Fenerbahçe SK          | Vakıfbank Istanbul     | Eczacıbaşı Istanbul       |
| 2016  | Vakıfbank Istanbul     | Fenerbahçe SK          | Eczacıbaşı Istanbul       |
| 2017  | Fenerbahçe SK          | Galatasaray SK         | Vakıfbank Istanbul        |
| 2018  | Vakıfbank Istanbul     | Eczacıbaşı Istanbul    | Fenerbahçe SK             |
| 2019  | Vakıfbank Istanbul     | Eczacıbaşı Istanbul    | Fenerbahçe SK             |
| 2020  | non terminé            | non terminé            | non terminé               |
| 2021  | Vakıfbank Istanbul     | Fenerbahçe SK          | Türk Hava Yolları         |
| 2022  | Vakıfbank Istanbul     | Fenerbahçe SK          | Eczacıbaşı Istanbul       |
| 2023  | Fenerbahçe SK          | Eczacıbaşı Istanbul    | Vakıfbank İstanbul        |

## Historique des logos

Aroma Bayanlar Voleybol Ligi (2008-2012)
Acıbadem Bayanlar Voleybol Ligi (2012-2014)
Vestel Venus Sultanlar Ligi (2016-2020)
Misli.com Sultanlar Ligi (2020-...)